# Stazione di Altenstadt
La stazione di Altenstadt (in tedesco Bahnhof Altenstadt) è una fermata ferroviaria a servizio della località di Altenstadt, nel comune austriaco di Feldkirch, sulla linea Feldkirch-Buchs.

## Storia
La fermata fu attivata il 24 ottobre 1872, in occasione dell'apertura della ferrovia Feldkirch-Buchs.

## Strutture e impianti
La fermata dispone di un binario servito da marciapiede per il servizio viaggiatori. Essa è dotata di un piccolo fabbricato viaggiatori.

## Movimento
La fermata è servita da 22 treni regionali al giorno, nei giorni lavorativi, sulla relazione Buchs SG - Feldkirch (11 per Buchs SG e 11 per Feldkirch), ovvero sulla linea S2 della S-Bahn del Vorarlberg.

## Servizi
È presente un parcheggio di interscambio per biciclette.

## Interscambi
- Fermata autobus (Altenstadt (Feldkirch) Bahnhst, nei pressi della quale è presente anche un parcheggio per automobili)[5]